# Коске
Коске (фр. La Grotte Cosquer) — пещера, известная своей наскальной живописью, находящаяся на побережье Средиземного моря, в каланке Моржю, вблизи Марселя, Франция, недалеко от мыса Моржю. Вход в пещеру расположен под водой на 37-метровой глубине, что объясняется значительным повышением уровня Средиземного моря в эпоху палеолита. Она была обнаружена в 1985 году дайвером Анри Коске. Он преодолел подводный туннель лишь 6 лет спустя, в 1991 году. Летом 1992 года доступ в пещеру был ограничен, после гибели в подводном туннеле трёх дайверов-любителей.

## Описание

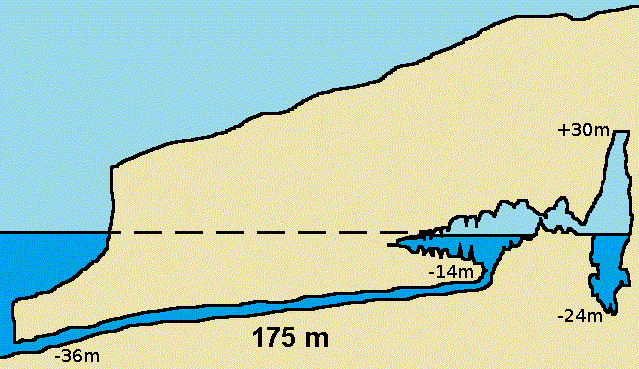
Профиль пещеры

В пещеру ведет 175-метровый туннель, вход в который находится на глубине 37 метров. Причина в том, что во время последнего ледникового периода (Вюрмское оледенение), на который и приходятся следы человеческой деятельности в пещере, огромные объёмы воды были заключены в ледниках, поэтому уровень моря был на 110—120 метров ниже современного. Побережье моря располагалось в нескольких километрах от входа в пещеру и гораздо ниже него.

## Наскальная живопись
Четыре пятых от общего количества наскальных рисунков было уничтожено поднявшейся водой. Оставшиеся можно разделить на две группы, соответствующие разным периодам использования пещеры:
- Старейшие рисунки представлены 65 отпечатками ладоней и другими очертаниями, датированными около 27 000 гг. до н. э. (граветтская культура).
- Более поздние знаковые рисунки и 177 изображений животных датируются 19 000 гг. до н. э. (солютрейская культура). Рисунки изображают как животных, часто встречающихся в первобытном искусстве — бизонов, горных козлов и лошадей, так и морских животных — тюленей, гагарок[3], а также, по всей видимости, птиц и медуз.